# Уилям Балфур Бейки
Уилям Балфур Бейки (на английски: William Balfour Baikie) е шотландски флотски капитан, естественик, филолог, изследовател на Африка.

## Ранни години (1824 – 1852)
Роден е на 21 август 1824 година в Къркуол, Оркнейски о-ви, Шотландия, най-възрастният син на флотския капитан Джон Байки. Учи медицина в Единбургския университет и след дипломирането си през 1848 постъпва в Кралския флот.

## Експедиционна дейност (1853 – 1864)
През 1853 със съдействието на сър Родерик Мърчисън е назначен за лекар и естественик на експедиция на кораба „Плеяда“, която изследва река Нигер и левия ѝ приток Бенуе до Йола в Източна Нигерия. Участниците в плаването успяват да установят за 118 дни плаване по вътрешните водни пътища на Нигерия разположението на плавателните участъци в басейна на Нигер. Основната задача на експедицията е прекрасно изпълнена, като окончателно е доказано, че по реките Нигер и Бенуе може да се проникне във вътрешните райони на Западна Африка, където с толкова усилия достига Хайнрих Барт, движейки се през пустинята от север. След завръщането си в Европа Бейки публикува отчетите си в книгата: „Narrative of an exploring voyage up the rivers Kwora and Binue in 1854“ (Лондон, 1856).
През март 1857 вече като английски консул предприема нова експедиция на кораба „Плеяда“ по течението на Нигер и в течение на четири години до 1861 детайлно проучва и картира долното течение на реката и притоците ѝ. През 1859 от Локоджа, разположен на десния бряг на Нигер, срещу устието на Бенуе достига на север до Кано. Неговите изследвания съществено допълват географските сведения за южните райони на областта Судан, събрани от Хайнрих Барт. Получени са сравнително точни данни за платото Джос в Северна Нигерия и за линията на вододела между басейните на Нигер и реките, течащи на североизток към езерото Чад. Освен че картира плавателния участък на Нигер, като британски консул Бейки строи пътища и пазари и организира търговията в района. Прилага на практика и своите медицински умения, проявява се като учител и свещеник. Прави речник на повече от петдесет африкански диалекта и превежда библията на арабски и езика хауса.
Умира на 30 ноември 1864 г. на 40-годишна възраст, на кораба, с който се прибира за Англия, край бреговете на Сиера Леоне.